# Kapusteanî, Reșetîlivka
Kapusteanî (în ucraineană Капустяни) este un sat în comuna Șevcenkove din raionul Reșetîlivka, regiunea Poltava, Ucraina.

## Demografie
Componența lingvistică a localității Kapusteanî
     Ucraineană (97,91%)
     Alte limbi (1,56%)
Conform recensământului din 2001, majoritatea populației localității Kapusteanî era vorbitoare de ucraineană (97,91%), existând în minoritate și vorbitori de alte limbi.